# William Bolcom
William Elden Bolcom (26. maj 1938 i Seattle, Washington, USA) er en amerikansk komponist og Pianist.
Bolcom modtog i 1988 pulitzerprisen for sine 12 klaverstykker New Etudes for Piano. 
Han har komponeret 9 symfonier, orkestermusik, koncertmusik,  og klavermusik etc. 
Bolcom blander i sin musik, specielt sine klaver stykker, ragtime elementer med den klassiske romantiske musik. Han har indspillet mange plader med sangerinden Joan Morris, med det 20 århundredes populærmusik, specielt kabaret sange. 

## Udvalgte værker
- Symfoni nr. 1 (1957) - for orkester
- Symfoni nr. 2 "Orakler" (1964) - for orkester
- Symfoni nr. 3 (1977-1979) - for kammerorkester
- Symfoni nr. 4 (1986) - for mezzosopran og orkester
- Symfoni nr. 5 (1988-1990) - for orkester
- Symfoni nr. 6 (1996-1997) - for orkester
- Symfoni nr. 7 (2002) - for orkester
- Symfoni nr. 8 (2005) - for kor og orkester
- Symfoni for band (nr. 1) (2008) - for band
- "William Blake´s sange om uskyld og erfaring" (19
- KLaverkoncert (1976) - for klaver og orkester
- Violinkoncert (1984) - for violin og orkester
- "Lyrisk Koncert (1992-1993) - for fløjte og orkester
- "Gaea koncert" (1996) - for to venstrehånds klavere og orkester
- "Komedie" (1971) – for orkester
- "Prometheus" (2009) - for orkester
- "Gospel Preludier" (1979-1984) (bog 1-4) - for klaver
- "lilith" (1984) – for altsaxofon og klaver
- "Graciøs spøgelses rag" (1970) – for klaver
- "12 Nye etuder" (1977-1986) - for klaver
- "Kabaret sange" – vol. 1-4 (1977-1985) - for klaver